# RPO-A大黃蜂火箭筒
RPO-A 「大黃蜂」（俄语：РПО-А Шмель）是一種蘇聯製造的單兵便攜式火箭筒，蘇聯開發作為一次性火焰噴射器運用。此武器是由位於科洛姆納的俄聯邦儀器設計局生產。
「大黃蜂」於1980年代後期被蘇聯軍隊定為制式武器，以取代過時的RPO 「Rys」。此武器至今仍有被俄羅斯採用及出口，并提供全套技术授权中国自行生产，命名为97式单兵云爆火箭筒。

## 概述
RPO-A 「大黃蜂」為一種單發、一次性的火箭筒，以對付固定火力陣地為主要作戰對象，其用途類似於某些型號的RPG和M72 LAW。發射筒為密封式設計，而用戶能夠隨時把武器處於待發狀態，並在不需任何援助的情況下發射武器。RPO-A裝備有光學瞄準具，有效瞄準距離可以到450公尺，彈頭裝填物是高效燃燒物質，開放場域的殺傷空間為50平方公尺，密閉空間則為80平方公尺，其彈頭對軟性目標可等同152公厘砲彈的破壞力。在發射後，發射筒就要被丟棄。每種型號都有著類似的特性。

## 彈藥
每件武器均包含著一發火箭彈，其中火箭彈有三種不同的種類。最基本的彈藥為RPO-A，它有著一枚燃料空氣炸彈的彈頭，並是為攻擊軟目標而設計。而RPO-Z為一種燃燒彈，用途為縱火並燒毀目標。另外，RPO-D為一種會產生煙霧的彈藥。

## 規格
以下資料來自Janes：
- 口徑：93毫米
- 長度：
  - 發射筒：920毫米
  - 彈藥：700毫米
- 重量：
  - 單一武器：11公斤
  - 兩件包裝：22公斤
- 瞄準範圍：600米
- 射程：
  - 最少：20米
  - 最大：1,000米
- 初速：125±5米/秒
- 彈頭：
  - RPO-A：2.1公斤（溫壓）
  - RPO-Z：2.1公斤（燃燒彈）
  - RPO-D：2.3公斤（煙霧）
- 操作溫度範圍：−50到+50°C
- 保存期：10年

## 衍生型
- RPO-M：90毫米口徑的改進版本，重8.8公斤。該改型比先前的版本更符合人體工學，並採用了一種有著更高彈道性能和終端效果的彈藥，最大射程也增至1,700米。此武器是為本土和外貿市場而生產。[2][3][4][5]
- MGK Bur ：全稱為「緊湊型榴彈發射系統」（俄语：Малогабаритный Гранатомётный Комплекс），為一種62毫米口徑的可重用版本。[6][7]
- 97式单兵云爆火箭筒：中华人民共和国仿制版本。

## 服役歷史
RPO系列最早於1979年阿富汗戰爭期間由蘇聯軍隊使用。而在兩次車臣戰爭期間，俄軍與車臣叛軍雙方也有使用此武器。在別斯蘭人質事件中，俄羅斯特戰隊員亦曾使用過。
RPO-A及其衍生型最近出現在敘利亞內戰和頓巴斯戰爭等武裝衝突當中。

## 使用國

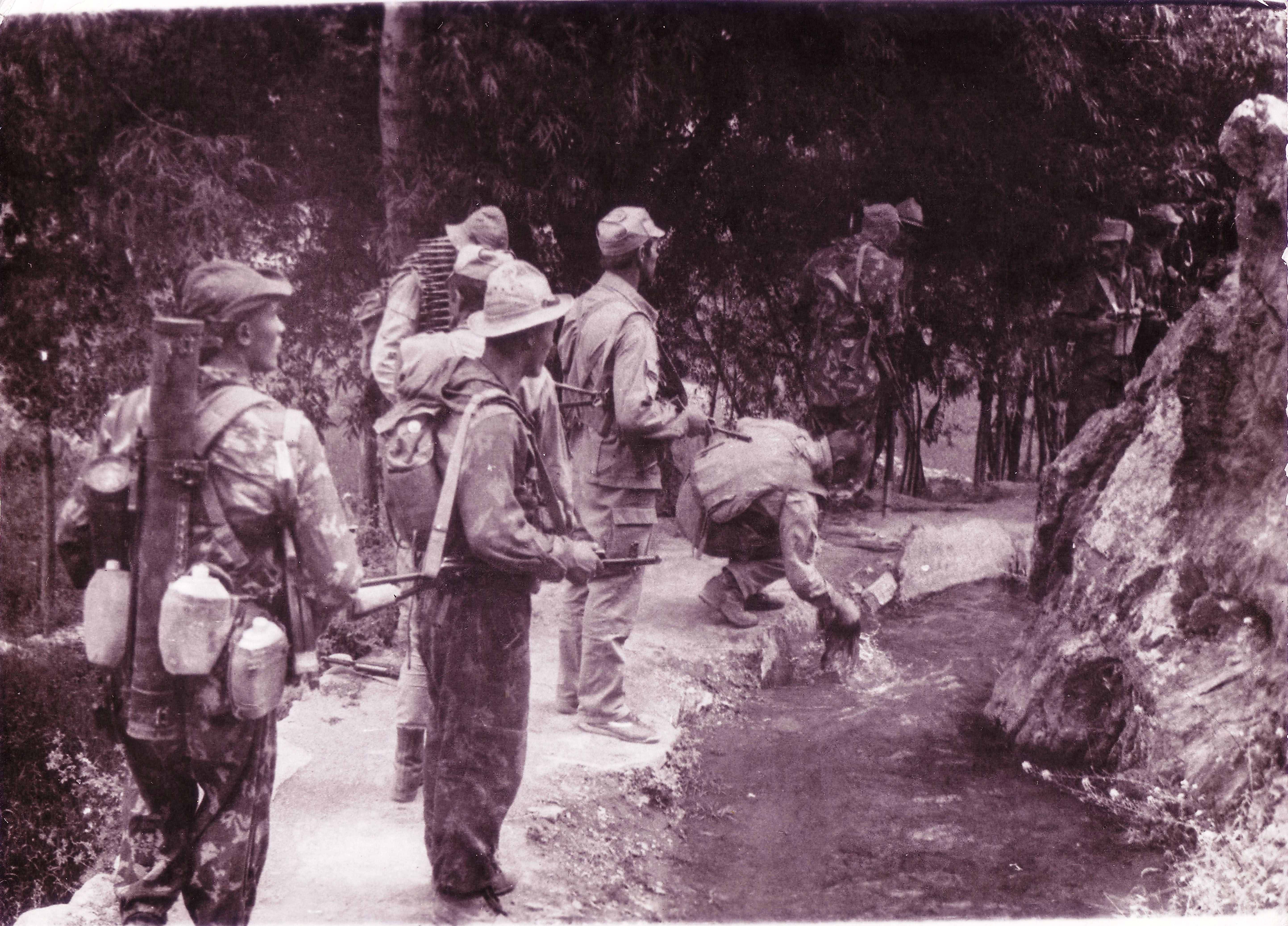
在阿富汗的蘇聯特種部隊，最左邊的士兵裝備了大黃蜂

- 阿富汗
- 亞美尼亞
- 白俄羅斯
- 中华人民共和国：使用仿製型。
- 斐济
- 印度
- 伊朗
- 俄羅斯
- 塞爾維亞
- 斯里蘭卡
- 叙利亚
- 乌克兰
- 越南

### 前使用國
- 顿涅茨克人民共和国
- 苏联
- 南斯拉夫

## 外部連結
- Video of the Schmel in use（页面存档备份，存于）
- RPO-A, RPO-D and RPO-Z Infantry rocket flamethrowers - Shipunov（页面存档备份，存于）
- Video of RPO-A destroying building (MPG)
- Modern Firearms（页面存档备份，存于）